# 京极高广
京極高廣（日语：／ Kyōgoku Takatomo，1599年—1677年5月23日）日本江戶時代初期大名。丹後國宮津藩第2代藩主。国持大名。高知流京極氏第2代当主。
他是第一代藩主京極高知的次子，出生在伏見城下的京極屋敷。元和8年（1622年）父親死去後繼承丹後京極家的家督之位以及12万3000石的領地。任內致力於整備和擴大城郭和城下町。他對領民施行惡政，承應3年（1654年），農民向藩外逃散。同年將家督之位讓給長男高國並隱居。然而，他依然介入藩政，與高國發生對立。
寬文6年（1666年），高國被幕府以「施行惡政、一族不和」的罪名改易。高廣被送往京都岡崎閉居，延寶5年（1677年）在那裏去世。